# Kolarstwo na Letnich Igrzyskach Olimpijskich 1928 – jazda drużynowa na czas mężczyzn
Konkurencja jazdy drużynowej na czas podczas IX Letnich Igrzysk Olimpijskich została rozegrana 7 sierpnia 1928 roku.
Wystartowało 75 zawodników z 21 krajów. Trasa liczyła 168 km. Do wyniku drużynowego zaliczały się trzy najlepsze wyniki uzyskane przez kolarzy z danego kraju podczas jazdy indywidualnej na czas.

## Wyniki
| Pozycja | Kraj              | Zawodnik                                               | Czas     |
| ------- | ----------------- | ------------------------------------------------------ | -------- |
| 1.      | Dania             | Henry Hansen Leo Nielsen Orla Jørgensen                | 15:09:14 |
| 2.      | Wielka Brytania   | Frank Southall Jack Lauterwasser John Middleton        | 15:14:49 |
| 3.      | Szwecja           | Gösta Carlsson Erik Jansson Georg Johnsson             | 15:27:49 |
| 4.      | Włochy            | Allegro Grandi Michele Orecchia Ambrogio Beretta       | 15:33:12 |
| 5.      | Belgia            | Jean Aerts Pierre Houdé Jef Lowagie                    | 15:33:50 |
| 6.      | Szwajcaria        | Gottlieb Amstein Jakob Caironi Gottlieb Wanzenried     | 15:35:21 |
| 7.      | Francja           | André Aumerle Louis Bessière Octave Dayen              | 15:38:20 |
| 8.      | Argentyna         | Cosme Saavedra Francisco Bonvehi José López            | 15:42:55 |
| 9.      | Holandia          | Leen Buis Janus Braspennincx Ben Duijker               | 15:54:44 |
| 10.     | Luksemburg        | Jean-Pierre Muller Norbert Sinner Jean Alfonsetti      | 16:20:55 |
| 11.     | Czechosłowacja    | Antonín Honig Antonín Perič Josef Šídlo                | 16:36:45 |
| 12.     | Królestwo SHS     | Josip Šolar Stjepan Ljubić Josip Škrabl                | 16:48:53 |
| 13.     | Polska            | Eugeniusz Michalak Józef Stefański Stanisław Kłosowicz | 17:16:35 |
| 14.     | Kanada            | Joe Laporte Alfred Tourville William Peden             | 17:22:01 |
| 15.     | Stany Zjednoczone | Chester Nelsen Sr. Henry O'Brien Peter Smessaert       | 17:32:52 |